# Икэдзава, Харуна
Харуна Икэдзава (яп. 池澤 春菜 Икэдзава Харуна) — родилась 15 декабря 1975 г.
Родилась в Афинах (Греция), но выросла в преф. Канагава.
В начале карьеры она начала работать с компанией 81 Produce, но в 2002 перешла в Oscar Promotion. Она старшая дочь Икэдзавы Нацуки.
Она участвует в группе «More Peach Summer Snow» вместе с Тива Сайто, Мамико Ното и Рё Хирохаси (первое название группы было «More Peach Summer», в него входили Харуна, Тива и Мамико; также все они озвучивают персонажей из аниме «Sgt. Frog»).

## Роли

### Аниме
1995
- Bishoujo Yuugekitai Battle Skipper — BSX-3;

1997
- Kindaichi Shounen no Jikenbo  — Фуми Киндайти;
- Kyuumei Senshi Nanosaver — Дзин
- Детективы академии КЛАМП — Нагиса Адзуя
- Yakusai Kocho — Котё Эноки;
- Ninpen Manmaru — Манмару
- Chou Kousoku Gran Doll — Харуна
- Вирус — Мирей

1998
- Alice SOS — Юрика

1999
- Melty Lancer: The Animation — Нана
- Большой О — Лаура

2000
- Внеземной малыш — Кристина Ханакомати
- Ginsokiko Ordian — Нелл
- Tottoko Hamutarou — Хироко Харуна / Торахаму-тян
- Гравитация — Норико Укай

2001
- Chou Gals! Kotobuki Ran — Мию Ямадзаки

2002
- Гравион — Руна Гусуку

2003
- Забыть прошлое 2 — Цубамэ Минами
- Зентрикс — Мэган
- Konjiki no Gash Bell!! — Лиэн
- Guardian Hearts — Челси
- Театр Румико Такахаси — Мицуэ (эп. 1)
- Лес русалок — Сава в юности
- Kidou Shinsengumi Moeyo Ken OVA — Каору Окита

2004
- Дева Мария смотрит за вами — Ёсино Симадзу
- Гравион 2 — Руна Гусуку
- Futari Wa Precure — Порун
- Сержант Кэроро — Момока Нисидзава
- Дева Мария смотрит за вами ~Весна~ — Ёсино Симадзу

2005
- Futari wa Pretty Cure Max Heart — Порун
- Eiga Futari wa Pretty Cure Max Heart — Порун
- Kidou Shinsengumi Moeyo Ken — Каору Окита
- KOF: Another Day — Афина Асамия
- Eiga Futari wa Precure Max Heart 2: Yukizora no Tomodachi — Порун

2006
- Сержант Кэроро (фильм первый) — Момока Нисидзава
- Happy Lucky Bikkuriman — Дзюдзика Тэнси
- Дева Мария смотрит за вами OVA — Ёсино Симадзу

2007
- Juusou Kikou Dancouga Nova — Аой Хидака
- Сержант Кэроро (фильм второй) — Момока Нисидзава
- Ice — Хитоми (ныне)
- Первый Поцелуй — Мао Мидзусава

2009
- Дева Мария смотрит за вами 4 — Ёсино Симадзу
- One Piece — Кайми

### Игры
- Atelier Marie — Мэрлон
- Ayakashi Ninden Kunoichiban — Ока Сирасэ
- Crash Bandicoot 2: Cortex Strikes Back — Coco Bandicoot
- Crash Bandicoot 3: Warped — Coco Bandicoot
- Crash Bash — Coco Bandicoot
- Crash Team Racing — Coco Bandicoot
- Cross Edge — Мэрлон
- Konjiki no Gash Bell series — Ли-эн
- King of Fighters series — Атэна Асамия, Фокси
- Lunar: Silver Star Story — Джессика дэ Алкирк
- Magical Drop III — Любовницы, Смерть
- Super Robot Wars series — Руна Гусуку, Аой Хидака
- Tales of Xillia — Типо
- Tales of Xillia 2 — Типо, Лулу

### Прочие
- Macne Nana — голосовой банк для программного обеспечения VOCALOID3. Харуна Икэдзава дала ему голос.